# Zespół oporności na hormony tarczycy
Zespół oporności na hormony tarczycy (zespół Refetoffa, ang. thyroid hormone resistance, Refetoff syndrome, RTH) – rzadka, uwarunkowana genetycznie choroba, spowodowana zmniejszoną wrażliwością tkanek na hormony tarczycy.
Najczęściej przyczyną choroby są punktowe mutacje w genie THRB kodującym podjednostkę receptora hormonów tarczycy. Opisano też mutacje w genach MCT8 i SECISBP2 u chorych z tym zespołem. Dziedziczenie jest autosomalne dominujące lub autosomalne recesywne.
Objawy są zmienne, często obok objawów niedoczynności występują objawy nadczynności gruczołu tarczowego. Zwykle stwierdza się rozlane wole miąższowe. Typowo stwierdza się zaburzenia emocjonalne, u dzieci rozpoznawany jest zespół deficytu uwagi i nadmiernej pobudliwości. Niekiedy stwierdza się niskorosłość, opóźniony wiek kostny, zaburzenia słuchu, nawracające zapalenia ucha.
W badaniach dodatkowych najbardziej charakterystycznym objawem jest zachowanie odpowiedzi TSH w teście z TRH przy zwiększonych stężeniach hormonów tarczycy.